# Vincenzo Cerulli
Vincenzo Cerulli (Teramo, 20 de abril de 1859 - Merate, 30 de mayo de 1927) fue un astrónomo y matemático italiano propietario de un observatorio privado en Teramo, la ciudad donde nació, desde donde descubrió el asteroide (704) Interamnia el 2 de octubre de 1910. El Centro de Planetas Menores acredita su descubrimiento como V. Cerulli.

## Biografía
Cerulli completó sus estudios en el Liceo Ginnasio de Teramo. Posteriormente se matriculó a la Universidad de Roma, graduándose en física en el año 1881. Luego viajó a Alemania por un período de tiempo para especializarse.
Cerulli fue uno de los compiladores de un catálogo de estrellas junto Elías Millosevich. Fue autor de numerosas observaciones realizadas al planeta Marte, así como uno de los primeros seguidores de la teoría de que los famosos canales de Marte, observados por Giovanni Schiaparelli, no eran reales sino meras ilusiones ópticas. El 2 de octubre de 1910 descubrió al enorme asteroide Interamnia de 350 km de diámetro.
Cerulli falleció el 30 de mayo de 1927 en la pequeña localidad de Merate (Lombardía). Años más tarde, en 1973, la Unión Astronómica Internacional acordó poner su apellido a un cráter del planeta Marte, llamado Cerulli.